# Tuta (poczta elektroniczna)
Tuta (dawniej Tutanota) – szyfrowana poczta elektroniczna.
Nazwa serwisu – „Tutanota” – jest połączeniem dwóch łacińskich słów, które oznaczają „bezpieczną wiadomość”.
Jest to oparty na otwartym oprogramowaniu serwis poczty elektronicznej, który w korespondencji pomiędzy dwoma użytkownikami Tutanota szyfruje przesyłane treści. Przy wysyłaniu wiadomości do użytkownika innego e–maila możliwe jest ustanowienie hasła, które odbiorca musi wpisać, by przeczytać zawartą we wiadomości treść. W wersji podstawowej serwis jest bezpłatny, po opłaceniu subskrypcji dostępna jest większa przestrzeń dysku oraz możliwe jest utworzenie adresu e–maila z własną domeną. Tutanota jest zablokowany w Egipcie od października 2019 roku i w Rosji od lutego 2020 roku. W lutym 2020 roku dostęp skrzynek pocztowych Tutanota zablokował również amerykański operator telefonii komórkowej AT&T.
Serwis został stworzony w 2012 roku przez troje studentów informatyki z L3S Research Center na Uniwersytecie Hanowerskim. W 2017 roku miał ponad 2 miliony użytkowników.
7 listopada 2023 nastąpił rebranding Tutanota na Tuta. Domena tutanota.com przekierowuje od tamtego czasu na tuta.com.